# Arco de Septimio Severo (Leptis Magna)
El arco de Septimio Severo es uno de los monumentos más célebres de la ciudad romana de Leptis Magna, situada a algunos centenares de kilómetros al este de Cartago (en la actualidad cerca de Trípoli, en Libia). 

## Historia y descripción
El arco ya existía en el siglo II, aunque durante la época Severa, entre los años 205 y 209, fue revestido con placas de mármol.
A diferencia de otros arcos de la provincia de África, está profusamente decorado con frisos figurativos, mientras que su arquitectura se corresponde con los modelos de otras ciudades africanas.
El arco está constituido por cuatro imponentes pilastras que sostienen un techo en forma de cúpula. Cada una de las cuatro fachadas externas de las pilastras tienen a sus lados dos columnas corintias, entre las cuales hay diversas decoraciones escultóricas en relieve que representan las sólidas virtudes de la dinastía Severa y las grandes empresas que realizaron en su época.
En el punto de intersección entre la cúpula y las pilastras se observan las esculturas de unas águilas con las alas plegadas, símbolo de la Roma imperial. Bajo las columnas se sitúan dos paneles que reproducen con detalle procesiones triunfales, ritos expiatorios y al propio Septimio Severo que sujeta la mano de su hijo Caracalla.
En la fachada interna de las columnas se representan escenas de campañas militares, ceremonias religiosas e imágenes de la familia del emperador.
La obra actual es una reconstrucción parcialmente fiel del antiguo monumento, en cuya recuperación están trabajando todavía los arqueólogos.